# Psion Organiser

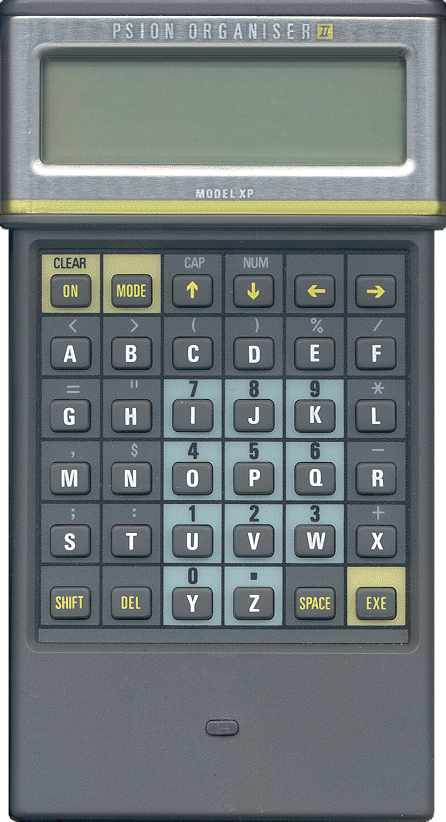
Psion Organiser II

Psion Organiser は、イギリスのPSIONが1980年代に開発・発売していたポケットコンピュータのブランドである。

## 概要
Organiser I（1984年発売）とOrganiser II（1986年発売）は、アルファベットが配置された6×6キーボードに硬化プラスチックのスライド式カバーが付いたデザインであった。
Organiser IIは、電子手帳や検索機能付アドレスデータベースを備え、世界初のPDAと見なされている。
現在では、PSIONによる消費者向け携帯端末は生産されておらず、産業・商業向けのデータ収集アプリケーション用ハードウェアとソフトウェアの専業会社となっている。
ポケットサイズの携帯型コンピュータのパイオニアであり、en:The Gadget Show (2009年3月30日放送）ではBlackBerryの対抗馬として番組内で殿堂入りの対抗馬として取り上げられた（結局、賞はブラックベリーに与えられた）。
2017年現在も、この機のためのソフトウェア（Javascript Emulatorなど）およびハードウェアの開発が行われている。

## Organiser I
Psion Organiserは1984年に発売され、"世界初の実用的ポケットコンピュータ"である。0.9 MHz、8-bitのHitachI 6301系プロセッサ、4 kBのROMと2 kBのSRAM、そして一行の白黒LCDスクリーンを備えていた。ケースを閉じた時のサイズは 142 × 78 × 29.3 mmで、重量は225 グラムであった。
BYTE誌によるレビューでは、Organiserのソフトウェアは"うまくデザインされており、 ... 高速で誰でも使えるようになっている"と評されている。また、全てのアプリケーションで一貫したユーザーインターフェースによって、説明書を読まなくても15分でプログラム以外は使えるようになると記事には書かれていた。この機は、単純なフラットファイルデータベース、計算機、そして時計を備えており、OSは搭載していなかった。ストレージは、交換可能なWrite Once Read Many式のEPROMストレージであった。このデータを書き込めるDATAPAK（または単にPAK）と呼ばれるメモリモジュールを二つ搭載することができたが、データの消去して再使用するには、これらを取り外して紫外線の照射をしなければならなかった。PsionはEPROMをストレージとして利用する技術に特許を取得していたが、このようにデータの書き換えが不便であったため、他のメーカーには採用されなかった。
DATAPAK上にインストールされたソフトウェアには、POPLと呼ばれた完成度の低いプログラミング言語があった。この言語を使って、エンドユーザーは、この機上でプログラムを作成し走らせることができた。Science, Maths and Financeと名付けられたDATAPAKソフトウェアは、POPL言語エディタ、インタープリタ、ランタイム、および名前付関数を追加することで拡張できるビルトイン計算機を含んでいた。また、DATAPAKは、POPL言語で書かれたその他のアプリケーションも含まれていた。
より洗練されたプログラミングツールは、後にForth言語によって実装され利用可能となった。しかし、これはエンドユーザー向けではなく、登録されたプロの開発者向けであった。このOrganiser I 向け Psion Forth Development System は、Forthコンパイラを含む、Forth言語のアプリーケーション開発のためのIBM PCに基づいた強力なクロス開発ツール群であった。Organiser I のためのForthシステム自身は中間コードへのコンパイラ、インタープリタ、ランタイムを備えた。またその他に、珍しい設計機構も持っており、DATAPAKはexecute-in-placeメモリをマップされないにもかかわらず、Forth中間コードをRAMへコピーすることなくDATAPAK上で直接解釈（読み取り実行）できた。
発売後に、Psionによって開発されたOrganiser Iプロジェクト向けのアプリケーションは6301アセンブラ、POPL、そしてカスタムデザインの独自言語で書かれた。Psion独自に開発されたアセンブラ言語はクロスコンパイラやリンカを含むクロス開発ツール上で実行できた。これらは全てDEC VAXで利用することができた。
6301アセンブラによってプログラミングをする必要があったアプリケーションデベロッパーは、RAMサイズが小さく (2 kB) 、OSを備えていないシステム格闘することとなった。その他の困難は、メモリへのアクセスがランダムアクセスではなくシリアルアクセスであったなど、最初のDATAPAKの性能が低かったことであった。例えば、DATAPAKから2000バイト目を検索（参照）するには、現在のreadポジションからアドレスを一つずつインクリメントするハードウェアコマンドをポジション2000に到達するまで毎ステップごとに続けて発行しなければならない。最悪の場合は、readポジションをゼロの位置にリセットしてstep-forwardコマンドを2000回発行しなければならなかった。
日立6301プロセッサはモトローラ6801ベースに改良を施したもので、CMOS上に実装されていた。さらなる命令セットや、様々なハードウェアsystem-on-single chip機構、電源管理とスリープ状態のサポートなどが追加されていた。特定のバージョンでは、チップ上に4 KiBのマスクROMを備え、外部ROMはボード上に必要ではなかった。
完全なSRAMとその状態を失うことなくクロックをフリーズさせることができるプロセッサを備えていたということは、そのバッテリーの持ちが長かったということを意味し、数週間から数ヶ月持った。バッテリーの消費が少なかったのは、プロセッサが必要ないときはフリーズさせることができたことと、ディスプレーをオフにできるさらなるスリープモードを備えていたことのおかげである。
この機は、完全に独立なバッテリー駆動のリアルタイムの時計とカレンダーを備えていなかったが、代わりに単純なハードウェアカウンタを備えていた。マシンのスリープ中は、そのカウンタが1024秒を数えてから、一瞬だけマシンを起動させることで、ソフトウェアが1024秒をRAM内の時間に記録することができた。つまり、スリープ中にも、17分4秒ごとに一瞬マシンが起動されていたと。
1984年発売当初の価格は99 GBPまたは199 CADで、一つのDatapaと一つのソフトウェアDATAPAK、そして"Utility" packが含まれてきた。これは後に科学関数と三角関数が通常の計算機に追加された。

## Organiser II

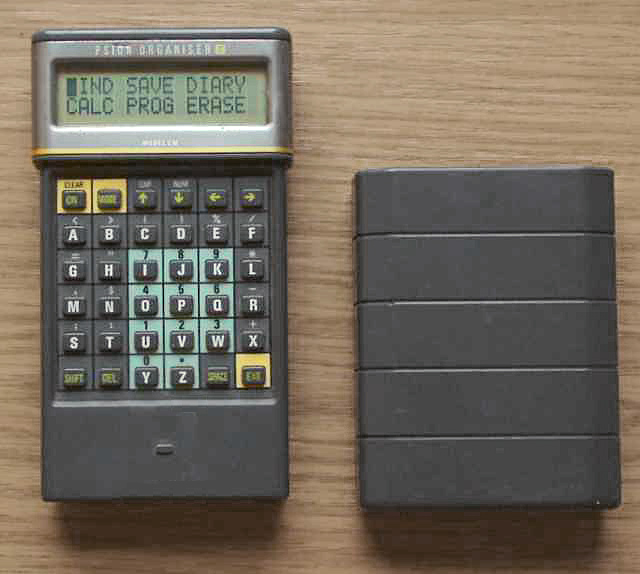
Psion Organiser IIとそのカバー

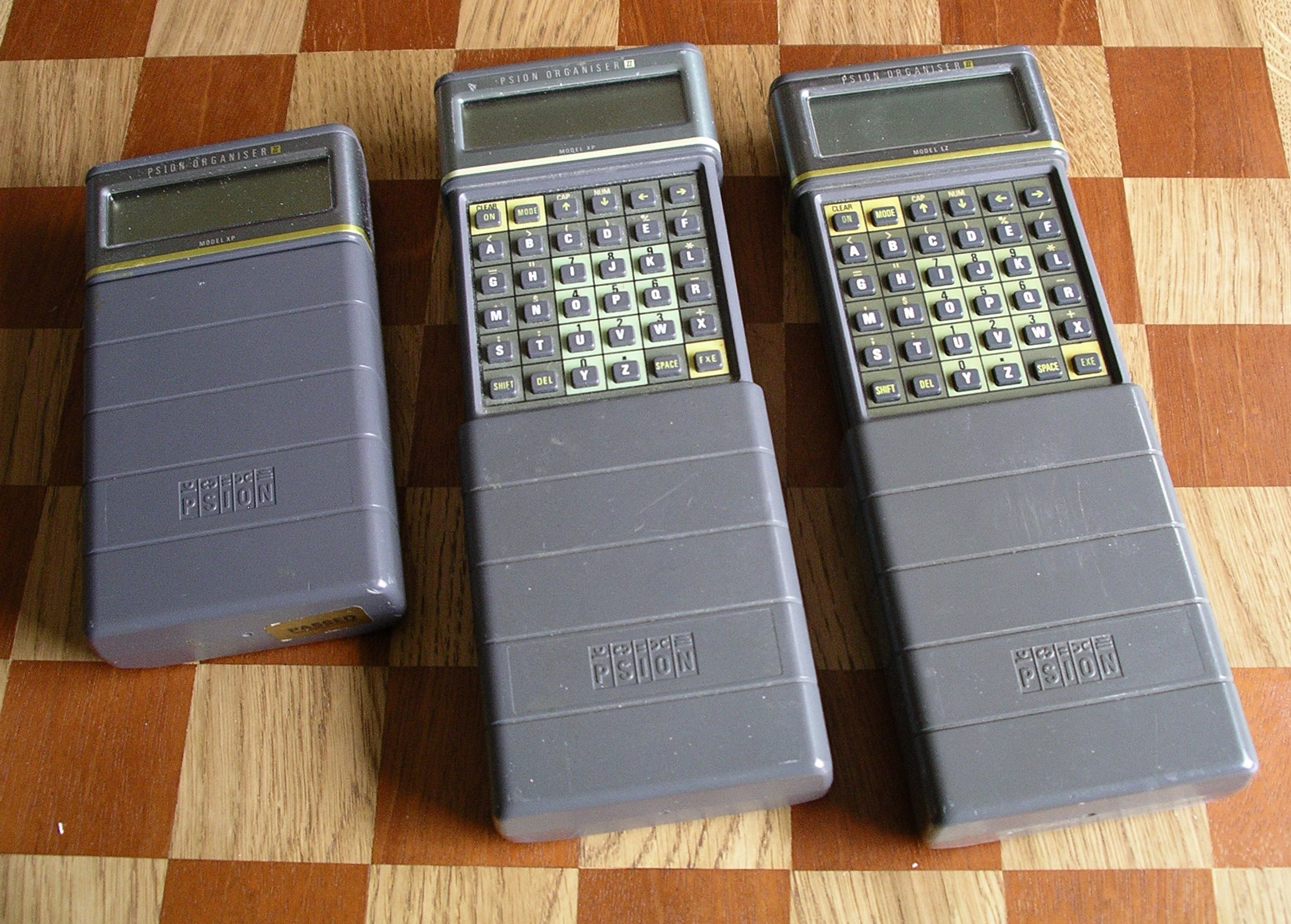
Psion Organiser II（開・閉） – XP & LZモデル。背景は5 cm四方のマス目

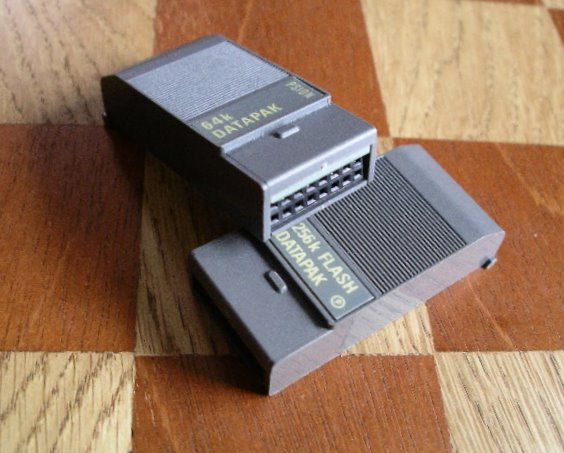
Psion Organiserのメモリモジュール。背景は5 cm四方のマス目

1986年、性能をアップデートして、2代目のOrganiser IIが発売された。キーボードやディスプレイの改良、より大容量のROM、8 KiBまたは16 KiBのバッテリー駆動のRAM、そして新たに設計されたシングルタスク型のOSが搭載された。最初のOrganiser II モデルはディスプレイが二行であった。この新しいモデルはDATAPAKが様々に改良され、EPROMまたはバッテリー駆動のRAMストレージが採用された。各DATAPAKは8-128 KiBのデータを格納できた。後のflashpaks (EEPROM) とRAMpaks (RAM) は容量が拡大され、最大256 KiBを各拡張スロットに保存できた。
この機は、使いやすいデータベースやダイアリー、アラームクロックなどの多くのビルトインアプリケーションを含む、さらに多くのアプリケーションが作成された。さらにエンドユーザーによるプログラミングが、BASICに似たen:Organiser Programming Language (OPL) で作成できた。この言語は、インタプリタ式ではなく中間言語へのコンパイル式であった。より進んだユーザは、直接マシンコードを使用するかOPLからマシンコードを呼び出すことで、システムのマシンコードのルーチンへアクセスで、ビルトインアドレスデータベースを操作したり独自に作成することができた。
Organiser II は市販アプリケーションに広く利用された。MarksやSpencerなどの会社によっては、ショップフロアで使用された。また、イギリス政府によっては、世界で初めての大規模なモバイル技術の応用となった、3000台以上がイギリス政府の雇用局によって使用された。
Organiser IIはまた、拡張デバイススロットを備え、RS-232ポート ("CommsLink") を持つデバイスなど様々なプラグインモジュールを挿入し、他のデバイスやコンピュータと通信することができた。この"top slot"はまた、電話ダイヤルやスピーチ合成、バーコードリーダー、さらにはサーマルプリンタなどその他、数々のハードウェアの追加をサポートした。これは、いくつかの銀行でカウンター上の両替率の計算のために何年も使用された。ハードウェアの仕様が簡単に手に入ったため、多くのオーダーメイド端末が小規模な会社によって開発された。これには、A/D変換器やさらにはミツトヨ測定機の全機種のインターフェースまでがあった。これは、様々な自動車メーカーによって品質管理に用いられた。Organiser IIの後期のモデルはさらにハードウェアが改善され、4行のディスプレイ、32、64または96 KiB RAMが搭載された。

## 後継モデル
"Organiser"の名称は、後のPsionの携帯端末では使用されなくなった。"SIBO"ファミリーPsion Series 3や、32-bit Psion Series 5などは、クラムシェル型のデザインでQWERTYキーボードを備えていた。ハードウェアアーキテクチャやOSの点では、これらは"Organiser"シリーズからは全く異なっていたが、エンドユーザのプログラミング言語はOPLとほとんど同じであった。
"SIBO"は"SIxteen-Bit Organiser"を意味し、改良型のOPL言語（ウィンドウとフォーカスコントロールを備えた）はSymbian OSとして後に販売されることになるものの基礎となった。Symbianは2010年までスマートフォンで最も広く使用されたが、2011年にGoogleのAndroidによって抜かれることとなった。こうして、以降はC言語によるSymbianが開発者の主流となった。
アメリカにおいて最初に同様の端末が発売されたのは1985年のことで、Validecによって製造された。